# Сніговець
Сніговець (Chionanthus) — рід близько 150 видів квіткових рослин родини маслинових.

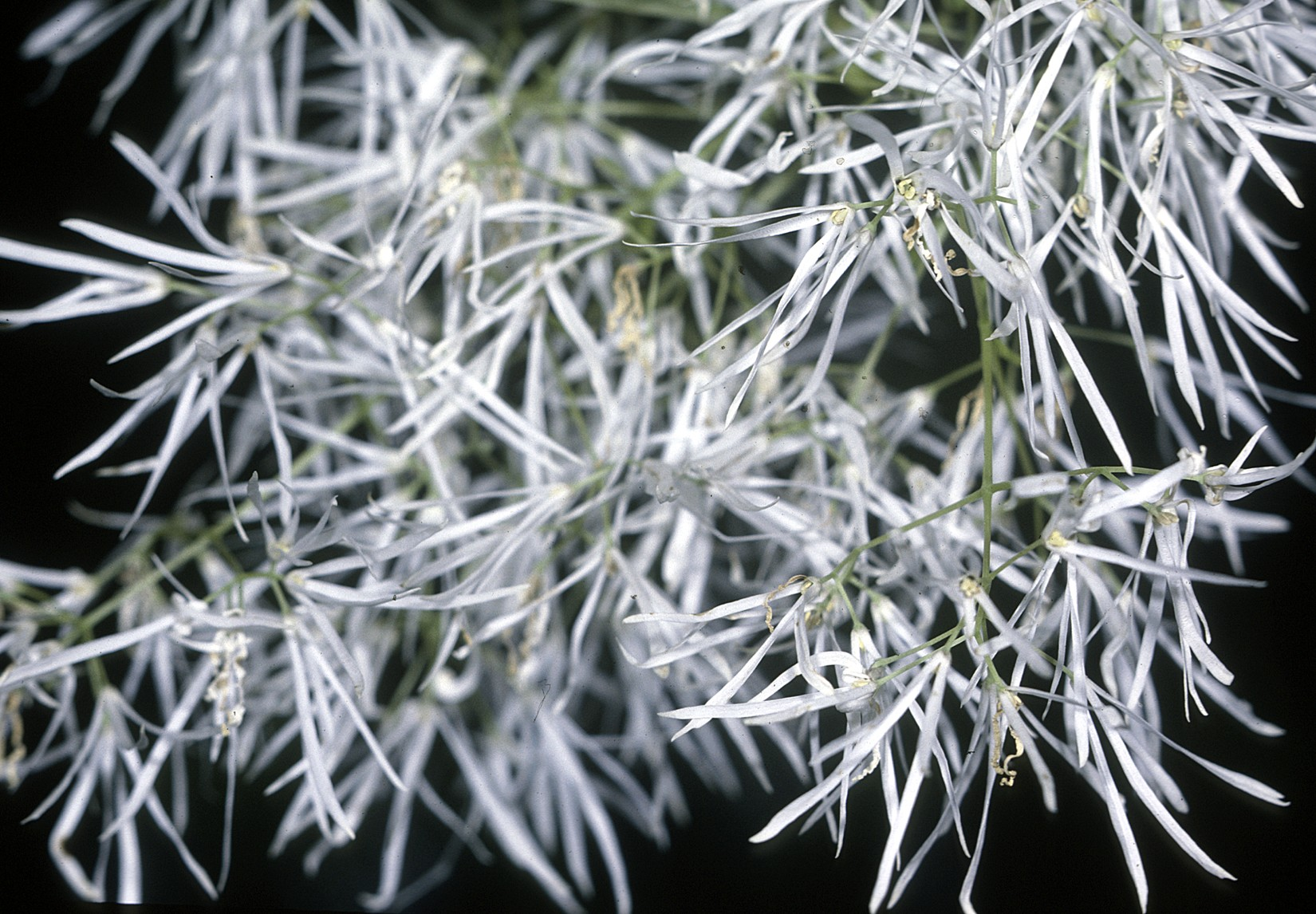
Квіти сніговцю вірґінського

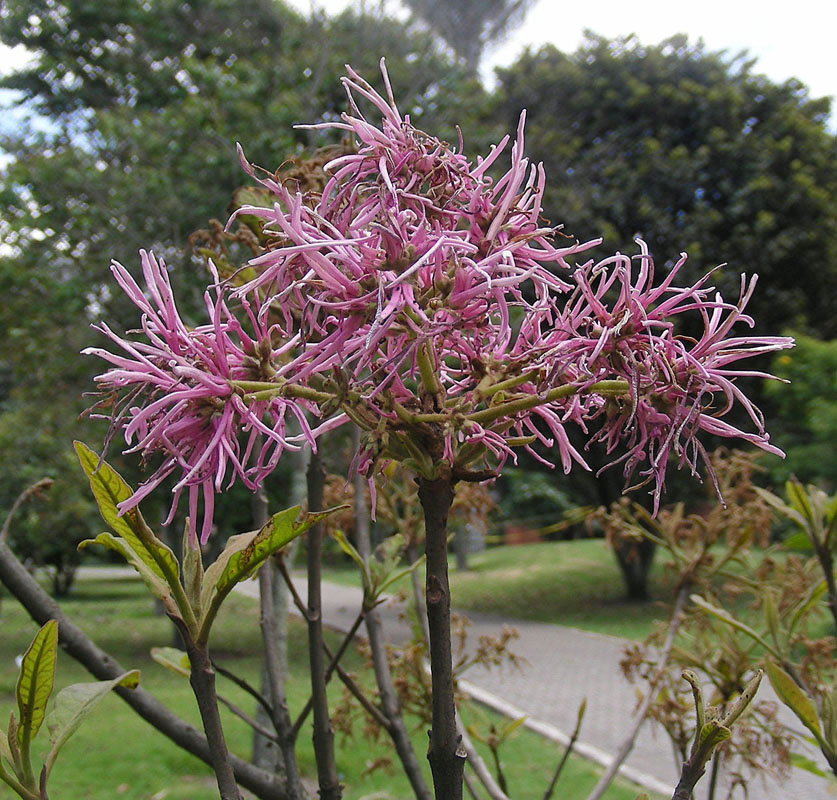
Chionanthus pubescens

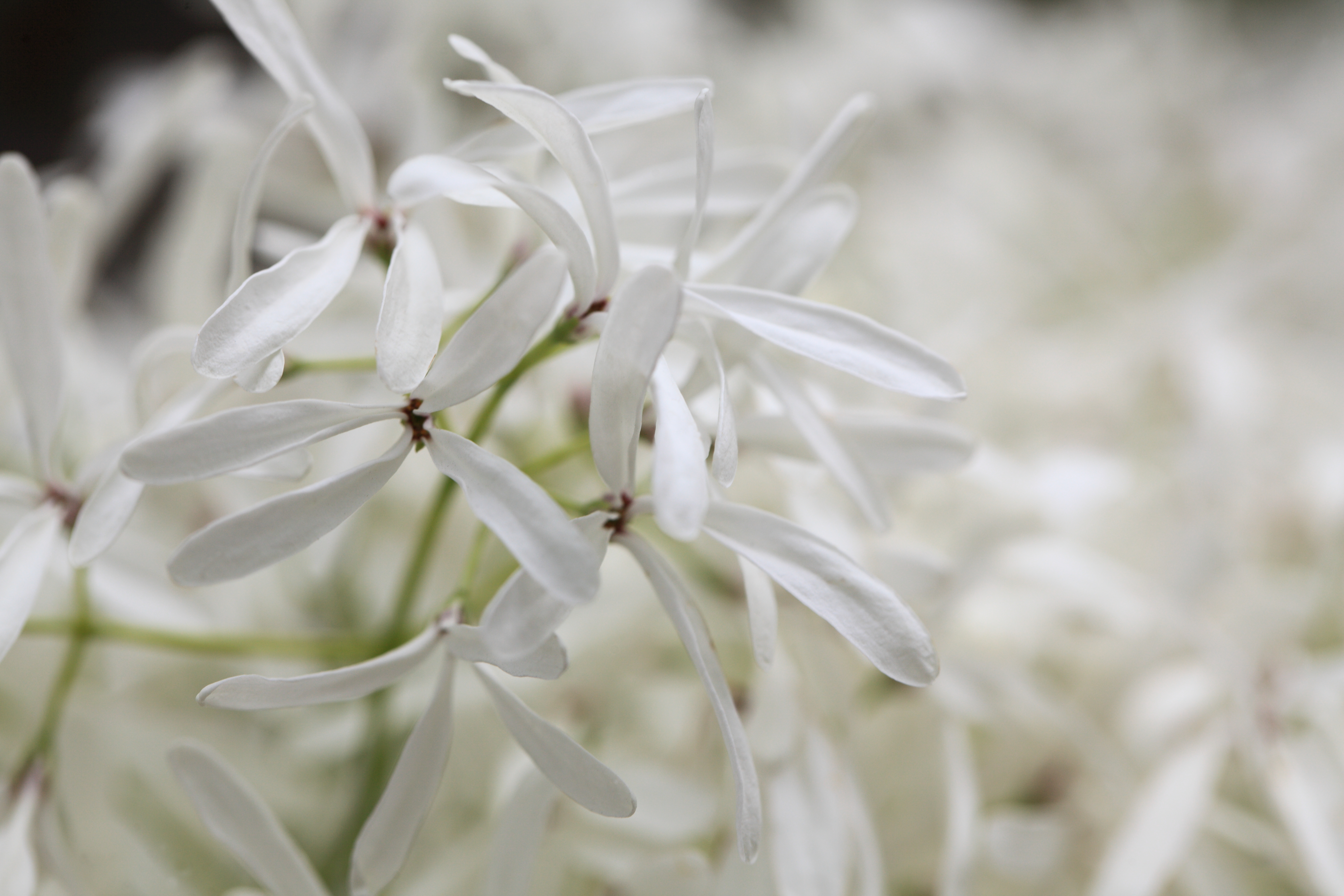
Квіти Chionanthus retusus

Рід має широке розповсюдження переважно в тропіках і субтропіках, але з трьома видами поширюється на північ у помірні регіони, один (C. retusus ) у східній Азії та два (C. virginicus і C. henryae) у східній частині Північної Америки. Більшість тропічних видів є вічнозеленими, тоді як три помірні види є листопадними. Деякі ботаніки обмежують Chionanthus листопадними видами помірного клімату, відносячи вічнозелені види до окремого роду Linociera, але, окрім опадання листя, між ними немає іншої стійкої різниці.
Це чагарники та дерева середнього або невеликого розміру, що досягають 3–25 м заввишки. Листки супротивні, прості. Квітки утворюються в пір'ястих волотях, з віночком, розділеним на чотири тонкі частки; вони білі, блідо-жовті або рожеві. Плід — кістянка з одною насіниною.

## Види
Наступні види прийняті у Флорі Європи
1. Chionanthus acunae (Borhidi & O.Muñiz) Borhidi - Куба
2. Chionanthus adamsii Stearn - Ямайка
3. Chionanthus africanus (Knobl.) Stearn - тропічна Африка
4. Chionanthus albidiflorus Thwaites – Шрі Ланка
5. Chionanthus amblirrhinus P.S.Green - Таїланд
6. Chionanthus avilensis (Steyerm.) P.S.Green - Венесуела
7. Chionanthus axillaris R.Br. – Австралія (Квінсленд)
8. Chionanthus axilliflorus (Griseb.) Stearn – Карибські острови
9. Chionanthus ayresii A.J.Scott - Маврикій
10. Chionanthus bakeri (Urb.) Stearn - Куба
11. Chionanthus balgooyana Kiew – Саравак
12. Chionanthus battiscombei (Hutch.) Stearn - східна і південна Африка
13. Chionanthus beccarii (Stapf) Kiew - Суматра
14. Chionanthus boutonii A.J.Scott - Маврицій
15. Chionanthus brachystachys (Schltr.) P.S.Green - Нова Каледонія
16. Chionanthus brachythyrsus (Merrill) P.S.Green – Південний Китай (Hainan), В'єтнам
17. Chionanthus brassii (Kobuski) Kiew - Папуа Нова Гвінея
18. Chionanthus broomeanus (Horne ex Oliv.) A.J.Scott – Реюньйон + Маврикій
19. Chionanthus bumelioides (Griseb.) Stearn - Багами, Куба, Еспаньйола
20. Chionanthus calcicola (Kerr) Kiew - Малайзія + Таїланд
21. Chionanthus callophylloides Kiew – Саравак, Саба
22. Chionanthus callophyllus Blume – Таїланд, Малайзія, Суматра, Борнео
23. Chionanthus camptoneurus (Gilg & G.Schellenb.) Stearn - Камерун + Габон
24. Chionanthus caudifolius (Ridl.) Kiew - Малазійський півострів
25. Chionanthus caymanensis Stearn - Кайманові острови
26. Chionanthus celebicus Koord - Сулавесі
27. Chionanthus clementis (Quisumb. & Merr.) Kiew - Філіппіни
28. Chionanthus colonchensis Cornejo & Bonifaz - Еквадор
29. Chionanthus compactus Sw. – Кариби
30. Chionanthus cordifolius Labat, Marc Pignal & O.Pascal - Комори
31. Chionanthus cordulatus Koord. – Індонезія, Малайзія, Філіппіни
32. Chionanthus coriaceus (S.Vidal) Yuen P.Yang & S.Y.Lu - Тайвань + Філіппіни
33. Chionanthus crassifolius (Mart.) P.S.Green - Бразилія
34. Chionanthus crispus Kiew – Сабаг
35. Chionanthus curvicarpus Kiew – Індонезія, Малайзія, Філіппіни
36. Chionanthus cuspidatus Blume - Борнео
37. Chionanthus decipiens P.S.Green - М'янма + Таїланд
38. Chionanthus densiflorus Zoll. & Moritzi -  Ява
39. Chionanthus dictyophyllus (Urb.) Stearn - Іспаньйола
40. Chionanthus diversifolius Miq - Суматра
41. Chionanthus domingensis Lam. – Кариби
42. Chionanthus dussii (Krug & Urb.) Stearn - Домініка + Мартиніка
43. Chionanthus ellipticus Blume - Ява, Суматра
44. Chionanthus enerve (Steenis) Kiew - Борнео
45. Chionanthus eriorachis (Kerr) P.S.Green - Таїланд
46. Chionanthus evenius (Stapf) Kiew – Малезія
47. Chionanthus ferrugineus (Gilg) P.S.Green - Бразилія
48. Chionanthus filiformis (Vell.) P.S.Green - Бразилія
49. Chionanthus fluminensis (Miers) P.S.Green - Бразилія
50. Chionanthus foveolatus (E.Mey.) Stearn – Південна Африка
51. Chionanthus gigantifolius Koord - Сулавесі
52. Chionanthus gigas (Lingelsh.) Kiew - Нова Гвінея
53. Chionanthus globosus (Kiew) Kiew – Борнео
54. Chionanthus glomeratus Blume - Суматра
55. Chionanthus grandifolius (Elmer) Kiew - Філіппіни
56. Chionanthus greenii Lombardi - Бразилія
57. Chionanthus guangxiensis B.M.Miao. – Південно-східний Китай
58. Chionanthus guianensis (Aubl.) Pers - Венесуела
59. Chionanthus hahlii (Rech.) Kiew - Бісмарк, Соломонові острови,  Самоа
60. Chionanthus hainanensis (Merrill & Chun) B.M.Miao. – Південний Китай
61. Chionanthus havilandii Kiew – Борнео
62. Chionanthus henryae H.L.Li - США (Флорида, Алабама, Джорджія, Арканзас)
63. Chionanthus henryanus P.S.Green. – Південно-західний Китай, Бірма
64. Chionanthus holdridgei (Camp & Monachino) Stearn – Кариби
65. Chionanthus implicatus (Rusby) P.S.Green - Південна Америка
66. Chionanthus intermedius (Wight) F.Muell. – Індія
67. Chionanthus insularis Labat - Коморські острови
68. Chionanthus jamaicensis (Urb.) Stearn - Ямайка
69. Chionanthus kinabaluensis Kiew – Борнео
70. Chionanthus kajewskii (Sleumer) Kiew - Соломонові острови
71. Chionanthus lancifolius (Ridl.) Kiew - Півострівна Малайзія
72. Chionanthus leopoldii Kiew – Борнео
73. Chionanthus ligustrinus (Sw.) Pers. – Кариби
74. Chionanthus littoreus Miq - Суматра
75. Chionanthus longiflorus (H.L.Li) B.M.Miao. – Південно-західний Китай
76. Chionanthus longipetalus (Merr.) Kiew - Сабаг, Саравак
77. Chionanthus lucens Kiew – Сабаг
78. Chionanthus luzonicus Blume - Філіппіни
79. Chionanthus macrobotrys (Merr.) Kiew -  Сабаг, Саравак
80. Chionanthus macrocarpus Blume – Індонезія, Малайзія
81. Chionanthus macrothyrsus (Merr.) Soejarto & P.K.Lôc - В'єтнам
82. Chionanthus mala-elengi (Dennst.) P.S.Green - Індія, Бангладеш, Непал, Бутан, Таїланд, В'єтнам, Лаос, Бірма, Камбоджа, Peninsular Малайзія, Андаманські острови
83. Chionanthus mannii (Soler.) Stearn - західна і центральна Африка
84. Chionanthus maxwellii P.S.Green - Таїланд
85. Chionanthus micranthus (Mart.) Lozano & Fuertes - Бразилія
86. Chionanthus microbotrys (Kerr) P.S.Green - Камбоджа, Лаос, Таїланд, В'єтнам
87. Chionanthus microstigma (Gagnep.) P.S.Green - Лаос, Таїланд, В'єтнам
88. Chionanthus mildbraedii (Gilg & G.Schellenb.) Stearn - центральна Африка
89. Chionanthus minutiflorus Kurz - Бірма
90. Chionanthus montanus Blume - Ява, Сулавесі, Андаманські і Нікобарські острови
91. Chionanthus niloticus (Oliv.) Stearn - тропічна Африка
92. Chionanthus nitens Koord. & Valeton - Ява, Сулавесі
93. Chionanthus nitidus (Merr.) Kiew - Філіппіни
94. Chionanthus oblanceolatus (B.L.Rob.) P.S.Green - Мексика + центральна Америка
95. Chionanthus oblongifolius Koord. & Valeton - Ява
96. Chionanthus obtusifolius (Lam.) Stearn - Мадагаскар
97. Chionanthus oliganthus (Merr.) Kiew - Сабаг, Саравак
98. Chionanthus pachyphyllus (Merr.) Kiew – Борнео
99. Chionanthus palustris Kiew – Борнео
100. Chionanthus panamensis (Standl.) Stearn - Мексика, центральна Америка
101. Chionanthus parkinsonii (Hutch.) Bennet & Raizada - Таїланд, В'єтнам, Андаманськуі і Нікобарські острови
102. Chionanthus pedunculatus P.S.Green - Нова Каледонія
103. Chionanthus peglerae (C.H.Wright) Stearn - Південна Африка (Наталь + Капська провінція)
104. Chionanthus picrophloia F.Muell. – Австралія (Квінсленд)
105. Chionanthus plurifloroides Kiew – Борнео
106. Chionanthus pluriflorus (Knobl.) Kiew – Борнео
107. Chionanthus polycephalus Kiew – Борнео
108. Chionanthus polygamus (Roxb.) Kiew – Індонезія, Малайзія, Нова Гвінея
109. Chionanthus porcatus Kiew – Борнео
110. Chionanthus proctorii Stearn - Ямайка
111. Chionanthus pubescens Kunth. – Еквадор, Перу
112. Chionanthus pubicalyx (Ridl.) Kiew – Борнео
113. Chionanthus purpureus Lam. - Шрі-Ланка
114. Chionanthus pygmaeus Small – Флорида
115. Chionanthus quadristamineus F.Muell. – Австралія (ендемік острова Лорд-Гав)
116. Chionanthus ramiflorus Roxburgh – Австралія (Квінсленд), південь Китаю, Індія, Непал, В'єтнам
117. Chionanthus remotinervius (Merr.) Kiew - Філіппіни
118. Chionanthus retusus Lindley & Paxton – Китай, Японія, Корея
119. Chionanthus richardsiae Stearn - Замбія
120. Chionanthus riparius (Lingelsh.) Kiew - Нова Гвінея
121. Chionanthus rostratus (Teijsm. & Binn.) Miq. - Ява
122. Chionanthus rugosus Kiew – Борнео
123. Chionanthus rupicola (Lingelsh.) Kiew - Індонезія, Нова Гвінея
124. Chionanthus sabahensis Kiew – Сабаг
125. Chionanthus salicifolius (Lingelsh.) Kiew - Нова Гвінея
126. Chionanthus sessiliflorus (Hemsl.) Kiew - Нова Гвінея + Соломонові острови
127. Chionanthus sleumeri (C.T.White) Stearn – Австралія (Квінсленд)
128. Chionanthus spicatus Blume – Борнео
129. Chionanthus spiciferus (Ridl.) Kiew - півострівна Малайзія
130. Chionanthus stenurus (Merr.) Kiew - Сулавесі
131. Chionanthus subsessilis (Eichler) P.S.Green - Бразилія
132. Chionanthus sumatranus Blume - Суматра + Андаманські острови
133. Chionanthus sutepensis (Kerr) P.S.Green - Таїланд
134. Chionanthus tenuis P.S.Green - Бразилія
135. Chionanthus thorelii (Gagnep.) P.S.Green - Камбоджа, Лаос, Таїланд, В'єтнам
136. Chionanthus timorensis Blume - Timor
137. Chionanthus trichotomus (Vell.) P.S.Green - Бразилія, Аргентина, Парагвай
138. Chionanthus tropophyllus (H.Perrier) Stearn - Мадагаскар
139. Chionanthus urbanii (Knobl.) Stearn - Еспаньйола
140. Chionanthus velutinus (Kerr) P.S.Green - Таїланд
141. Chionanthus verruculatus D.Fang - Китай
142. Chionanthus verticillatus (Gagnep.) Soejarto & P.K.Lôc - В'єтнам
143. Chionanthus virginicus L. (White fringetree) – Схід США (Від Техасу до Флориди, Массачусетсу та Міссурі)
144. Chionanthus vitiensis (Seem.) A.C.Sm. - Ніуе, Фіджі, Самоа, Тонґа
145. Chionanthus wurdackii B.Ståhl - Перу
146. Chionanthus zeylanicus L. - Шрі-Ланка, південна Індія
147. Chionanthus zollingerianus Koord. & Valeton - Ява

### Цитовані праці
- Chang, Mei-chen; Chiu, Lien-ching; Wei, Zhi; Green, Peter S. (2008). Oleaceae; Chionanthus. У Wu, Z. Y.; Raven, P. H. (ред.). Flora of China. Т. 15 (Myrsinaceae through Loganiaceae). Beijing and St. Louis, MO: Science Press and Missouri Botanical Garden Press. {{cite book}}: |access-date= вимагає |url= (довідка)
- Green, P. S. (1994). Chionanthus. У Wilson, A. J. G. (ред.). Flora of Australia: Volume 49: Oceanic Islands 1: Lord Howe Island, Norfolk Island (online version). Flora of Australia series. CSIRO Publishing / Australian Biological Resources Study. с. 329. ISBN 978-0-644-29385-3. Процитовано 26 червня 2013.
- F.A.Zich; B.P.M.Hyland; T.Whiffen; R.A.Kerrigan (2020). Australian Tropical Rainforest Plants Home. Australian Tropical Rainforest Plants Edition 8 (RFK8). Centre for Australian National Biodiversity Research (CANBR), Australian Government. Процитовано 21 червня 2021.

## Зовнішні посилання
- Університет Преторії: Chionanthus foveolatus